# Weerd (klooster)
Het klooster Weerd (ook wel: Weert, Weerdt, of Waard, Fries: Weard of Weart, officieel: Templum Domini, mogelijk ook: Silva St. Mariae) was een vrouwenklooster ten zuiden van het Friese dorp Morra. Het klooster is waarschijnlijk kort voor 1200 gesticht vanuit het nabijgelegen Sint-Bonifatiusklooster in Dokkum. Weerd fungeerde als priorij van Dokkum en werd vanuit daar bestuurd. Het klooster werd in 1569 geplunderd en in brand gestoken waarna het klooster in 1580 definitief opgeheven werd.

## Geschiedenis
Het klooster was gelegen in een hoger gelegen gebied ten opzichte van het lager gelegen gebied De Kolken ten zuidoosten van Morra. Het gebied rond het klooster wordt begrensd door de Morrastervaart en de Keechsdyk aan de westkant, de Zuider Ee aan de zuidkant en de Headamsterwei aan de oostkant.

### Stichting
Weerd werd gesticht vanuit het Sint-Bonifatiusklooster te Dokkum. Aanvankelijk was dit klooster in Dokkum een dubbelklooster (een klooster voor zowel mannen als vrouwen). Het Bonifatiusklooster zou rond 1175 onder het gezag van de premonstratenzers gekomen zijn. Echter vereiste aansluiting onder het rechtlijnige Steinfeld een strikte scheiding en werden de vrouwen ondergebracht in een nieuw klooster: Weerd. Hoewel ruimtelijk gescheiden, bleven beide gemeenschappen geleid worden door één abt. Weerd zou kort voor 1200 gesticht zijn daar de abt van Dokkum vanaf dan voorkomt als abt in plaats van prelaat. Het klooster wordt vermeld in de vita van abt Siardus van Mariëngaarde (†1230) waar melding wordt gemaakt van de genezing van zuster Bawe Roorda. Het klooster wordt voor het eerst vermeld in 1401. Hoewel het klooster eigenlijk Templum Domini heette, stond het bekend als Weerd, de naam van de terp waarop het klooster gelegen was. De naam "Weerd" is afgeleid van het Oudfriese "werth", hetgeen wierde/terp betekent. Tevens zou het klooster de naam Silva St. Mariae (Mariënbos) gehad hebben al wordt dit ook wel bestreden.

### Bloeiperiode
Het klooster ressorteerde als priorij onder het moederklooster te Dokkum. Vanuit Dokkum werden dan ook de prior en de keldermeester aangesteld. Intreden in het klooster was voorbehouden aan vrouwen van een voorname afkomst daar hierbij ook een gift verlangd werd. Het klooster werd dan ook bevolkt door zusters uit een adellijke familie. Naast Bawe Roorda komen ook Auck Ropta en Syts van Hemmema voor als zusters. Daarnaast waren er niet nader genoemde leden van de families Mennema van Hiaure en Siuxma van Waaxens ingetreden.
Weerd vergaarde het nodige bezit door giften en bedenking van het klooster in testamenten. Verder zijn meerdere testamenten bewaard gebleven waarin vaten bier en geldbedragen aan het klooster geschonken worden.

### Opheffing
De toenmalige grietman van Oostdongeradeel Rinthie van Aytta, een broer van de bekende staatsman Viglius, maakte melding van een inval in het klooster van de watergeuzen in 1569 waarbij het convent in brand gestoken werd en alle "tilbare" goederen meegenomen werden. Een deel van de buit werd vervolgens in Emden verkocht. Het kloosterbezit werd in 1580 door de Staten van Friesland geconfisqueerd. Dit werd overgedragen door conventuaal Ansck Luytesdochter welke naderhand zou gaan wonen in het Sint Anthonygasthuis te Leeuwarden. Gezien de niet geringe inkomsten van het klooster deed de magistraat van Dokkum een verzoek bij de Hertog van Anjou om naast de voormalige kloostergoederen van de abdij in Dokkum ook aanspraak te kunnen maken op de inkomsten van de kleinere kloosters Sion en Weerd. Dit werd niet ingewilligd.
Het kloostergoed in Morra was later onderverdeeld in verschillende boerderijen. Zo wordt in de floreenkohieren van 1640 melding gemaakt van twee sates "Cloosterlandt" en is er sprake van een "Sathe thoe Weert" welke bekend stond als "In het Clooster tot Weerd". Deze laatste boerderij was in 1640 in het bezit van Edzard Jacob Clant en in 1700 van Derk Jacob Clant. In 1701 werd boerderij van 129 pondematen te Morra geruild tegen bezit in Uithuizermeeden door Gerhard Horenken van Dijksterhuis, getrouwd met Bouwina Clant, dochter van Derk Jacob Clant. Door deze ruil kwam het bezit toe aan Aldegonda Maria Clant, een andere dochter van Derk Jacob Clant. Deze landerijen zouden later in het bezit komen van de plaatselijke boerengeslachten Botma en Sinia.
Blijkens een tekening van Jacobus Stellingwerff uit 1723 was er in de 18e eeuw nog een gotisch rechthoekig gebouw van het klooster aanwezig. Gezien de versieringen van het gebouw kan het een rectorswoning of een gastenverblijf geweest zijn. De restanten van muurwerk op de tekening zouden erop kunnen wijzen dat dit gebouw zich buiten de kloostermuur bevond.

## Bezit
Hoewel het klooster wat betreft eigendom een eenheid vormde met het klooster te Dokkum, bleek het klooster bij de opheffing in 1580 een oppervlak van 1733 pondemaat (637 hectare) te bezitten. Weerd had onder meer bezit in Anjum, Ee, Engwierum, Jouswier, Lioessens, Metslawier, Morra, Nes, Niawier, Paesens en Westergeest. Daarnaast was de Fridshuistera State ten noorden van Metslawier een kloosterboerderij van 115 pondemaat. Bij het opmaken van de inventaris van de pachters is er een eiken kast welke "van de convente Weert van de Priorinne geschoncken is". Het klooster bezat verder boerderijen te Tibma, Klein Medhuizen en Stiem. Onder Engwierum bezat het klooster vijf boerderijen op het Engwierumer Nieuwland inclusief buitendijks land. Dit duidt mogelijk op betrokkenheid van het klooster bij het inpolderen van dit gebied. Daarnaast had het klooster een aandeel in de veengebieden tussen Kuikhorne, Dantumawoude en Triemen. Eind 15e en begin 16e eeuw is sprake van verschillende geschillen over dit veen tussen lokale eigenaren enerzijds en de kloosters van Dokkum, Klaarkamp, Sion en Weerd anderzijds.

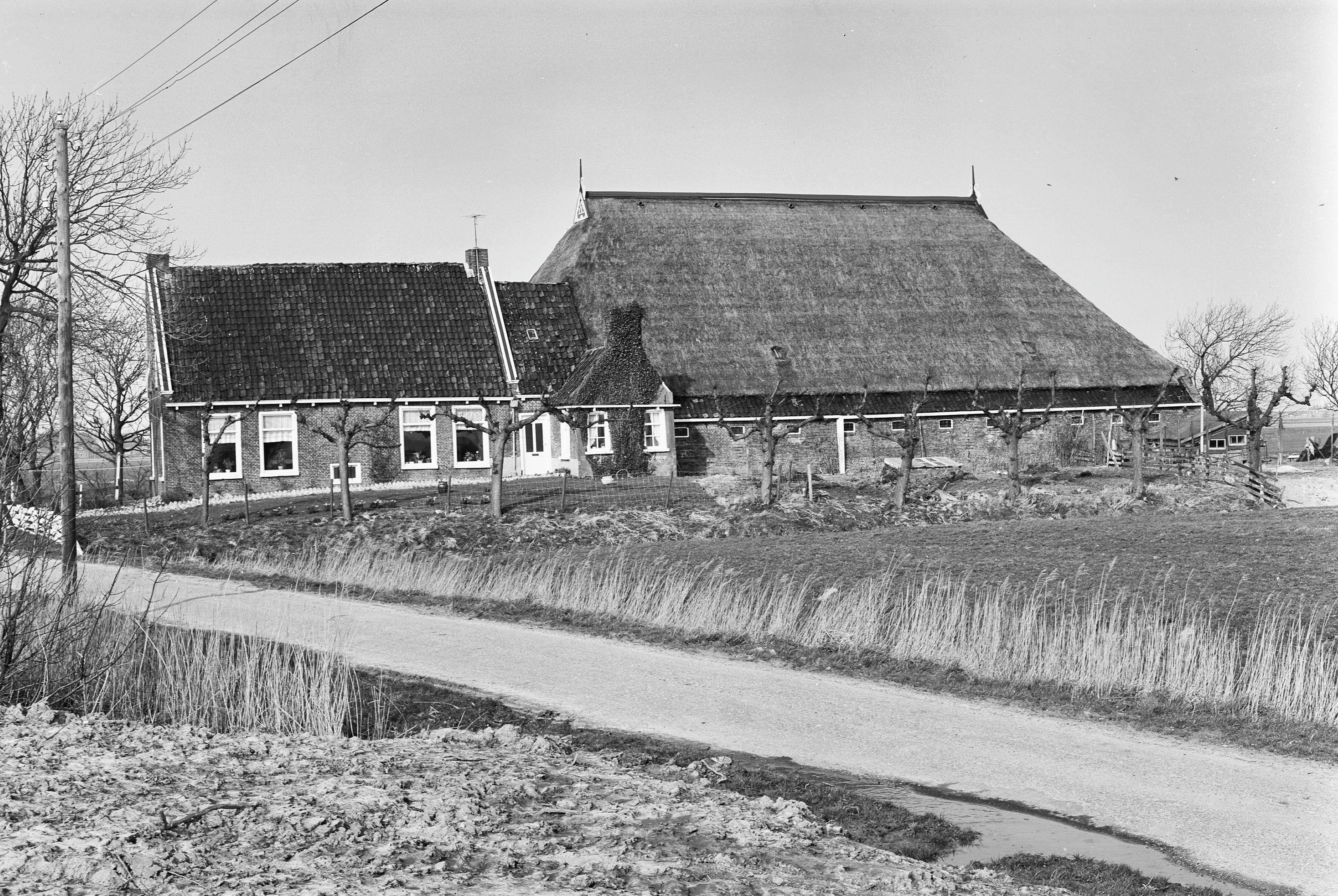
De boerderij aan de Healbeamswei 12 te Stiem welke eerder ook tot het bezit van Weerd behoorde.

### Monnikhuis
Weerd bezat onder meer een uithof nabij Ezumazijl. Onder Anjum pachtte ene Popke Monick in 1511 130,5 pondemaat van het klooster. In de periode 1578-1580 wordt melding gemaakt van "Muncke saete bij Esamasyll" toebehorende aan het klooster. In de kloosteropkomsten van 1606/1607 wordt te Anjum nog melding gemaakt van "Ede Reiners int clooster 124 pond." Het voormalige uithofcomplex was gelegen op een terp welke nog steeds herkenbaar is. Het geheel is gelegen aan de huidige Monnikhústerwei.

## Huidige situatie
In een boerderij ter plaatse zijn kloostermoppen van het klooster hergebruikt in muurwerk. In de terp waarop het klooster zich bevond zijn nog fundamenten van het klooster aanwezig. Een verhoogd perceel direct ten westen van deze terp maakte mogelijk ook onderdeel uit van het klooster. Het voormalige kloosterterrein werd in 1975 aangemerkt als rijksmonument en geniet gedeeltelijke bescherming. Aan het klooster herinneren ter plaatse de wegen Kleasterwei (Kloosterweg) en Weardwei (Weerweg).